# Willa Kirsch
Willa Kirsch – zabytkowa willa w Gdańsku. Mieści się we Wrzeszczu Górnym przy ul. Jaśkowa Dolina 44. Została wybudowana w 1856. Od 1995 widnieje w rejestrze zabytków. W latach 1994-2007 siedziba Konsulatu Generalnego Ukrainy.